# میخکیان
میخَکیان یا قرنفلیان (Caryophyllaceae) خانواده‌ای از گیاهان دولپه‌ای ( Dicotyledon) از راستهٔ میخک‌سانان (Caryophyllales) است. میخک‌ها خانوادهٔ بزرگی با ۸۸ سَرده (جنس) و حدود ۲۰۰۰ گونه است.

## توصیف
میخکیان خانواده‌ای است از گیاهان علفی که در سراسر جهان یافت می‌شود. از سرده‌ها و گونه‌های آن می‌توان به میخک صدپر، قلیانک (سیلن) و میخک آتشی، قرنفل، جغجغک، صدفی‌سا و زمین‌گستر اشاره کرد. بسیاری از گونه‌های میخک‌ها گل‌های تزئینی به‌شمار می‌آیند ولی بسیاری نیز به عنوان علف هرز می‌رویند.
تمام انواع این تیره علفی بوده و گل‌های آن‌ها با تیره‌های دیگر تفاوت بسیار دارد. کاسهٔ گل در آن‌ها از پنج کاسبرگ ساخته شده که بیخ آن‌ها به هم نزدیک گشته و لوله‌ای می‌سازد که پنج کُنگره دارد و ممکن است کاسهٔ کوچک‌تر اضافی نیز داشته باشد. در گل میخک کاسبرگ‌ها به هم چسبیده ولی در انواع دیگر از یکدیگر جدا است. جام آن‌ها دارای پنج گلبرگ است که قسمت بالای آن‌ها به طرف خارج گل برگشته و لبهٔ آن‌ها بریدگی بسیار دارد. شمارهٔ پرچم‌های آن‌ها ده تاست و در دو حلقه قرار گرفته است. پنج پرچم در برابر کاسبرگ‌ها و پنج پرچم در مقابل گلبرگ‌هاست. ممکن است در بعضی گونه‌ها حلقهٔ دوم پرچم‌ها از میان برود و فقط پنج پرچم باقی بماند. 
مادگی آن‌ها دارای تخمدانی درشت و کلاله‌ای چندشاخه است و در برش تخمدان یک ستون مرکزی است که تخمک‌ها به اطراف آن ستون چسبیده‌اند. از روی شاخه‌های کلاله شمارهٔ برچه‌هایی که تخمدان را ساخته‌اند معلوم می‌شود. میوهٔ آن کپسولی است که از بالا شکاف خورده و دانه‌ها را بیرون می‌ریزد. برگ‌های تمام گیاهان قرنفلی ساده و متقابل و در محلی که به ساقه می‌چسبد گرهی برجسته تشکیل می‌دهد. قرنفلیان را از روی شکل گل‌ها به دو دسته تقسیم می‌کنند: اول دستهٔ میخک‌ها که قسمتی از کاسبرگ‌های آن‌ها به هم چسبیده است. 
این خانواده سرده‌های متعدد و گونه‌های بسیار دارد. گونهٔ سیلن به‌عنوان گیاه زینتی کاشته می‌شود. صابونی یا غاسول که ساقه‌های زیرین و ساقه و برگ آن دارای مادهٔ لعابی است و مانند صابون در آب کف می‌کند. لیخنس در مزارع گندم می‌روید و دانه‌های آن دارای مادهٔ سمی است که اگر با دانه‌های گندم مخلوط شود آن را سمی و خطرناک می‌کند و گل قرنفل که بریدگی‌های گلبرگ‌های آن زیادتر است. 
دستهٔ دوم گیاهانی هستند که کاسبرگ‌های آن‌ها به‌کلی از یکدیگر جدا است و گل‌های بسیار کوچک دارند مانند استلاریا وارناریا که در ماسه‌های کنار نهر آب می‌روید، و نوع چوبک که ریشه‌های ضخیم آن دارای مادهٔ لعابی است و به مصرف رخت‌شویی می‌رسد.

## نمونه‌هایی از میخک‌ها

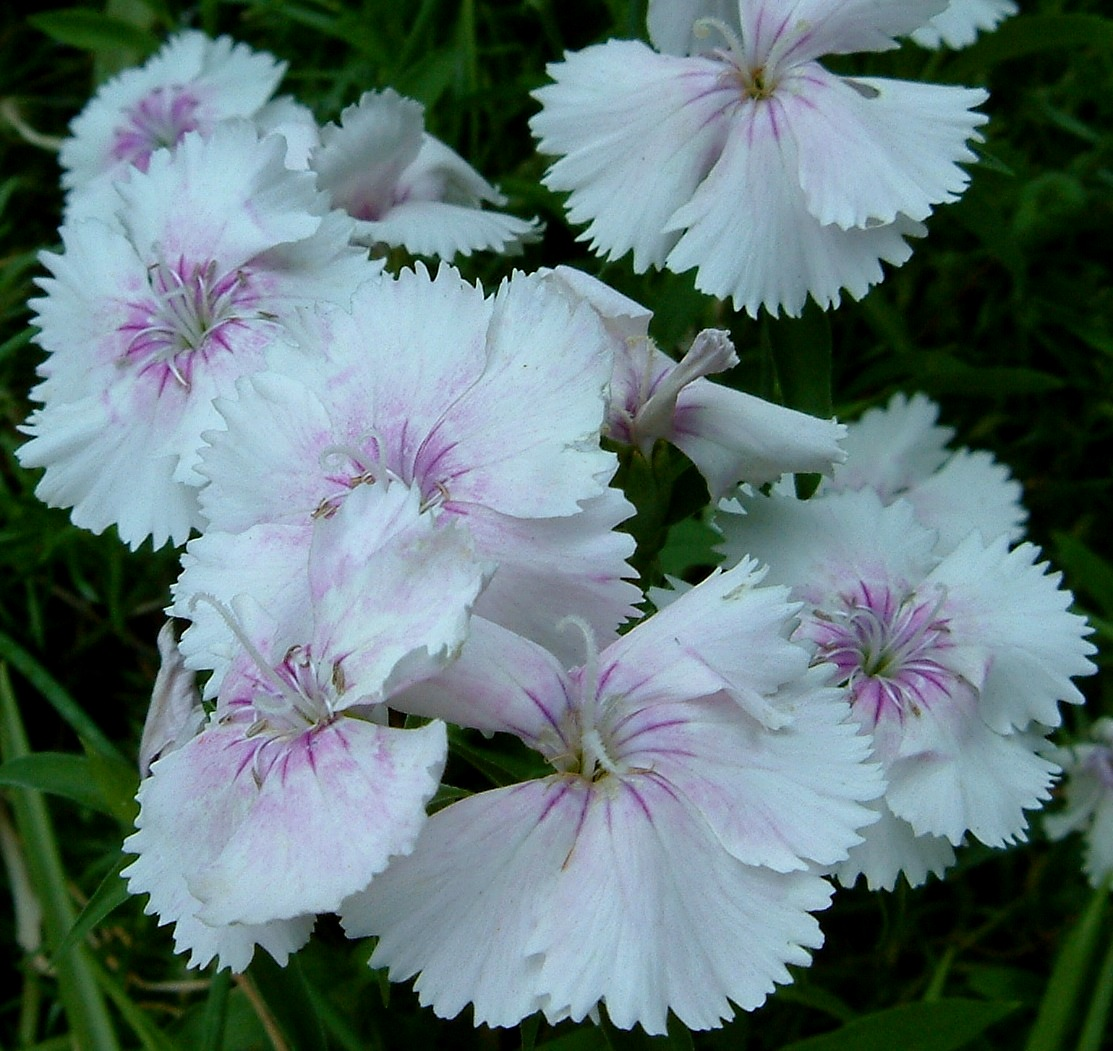
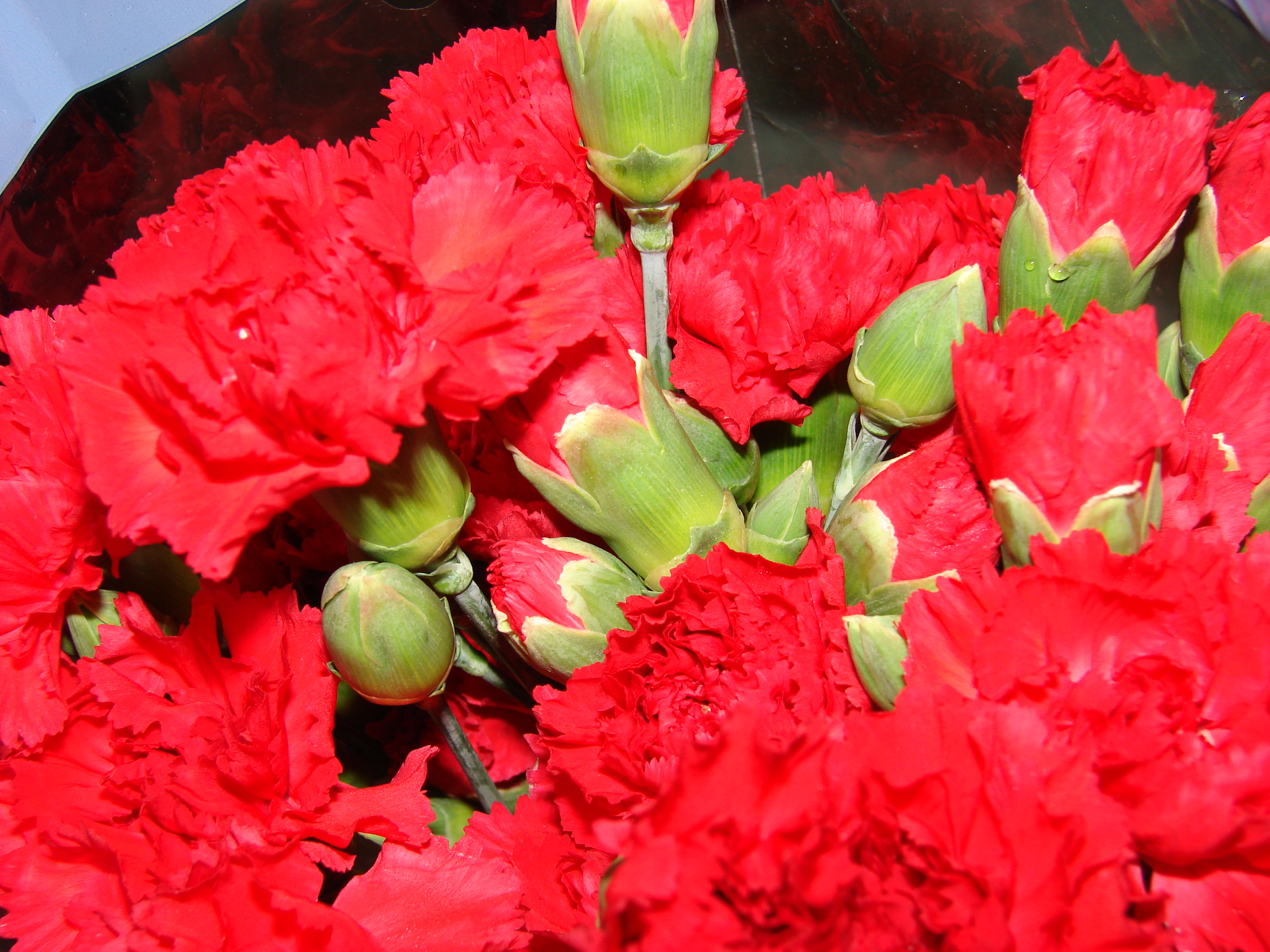
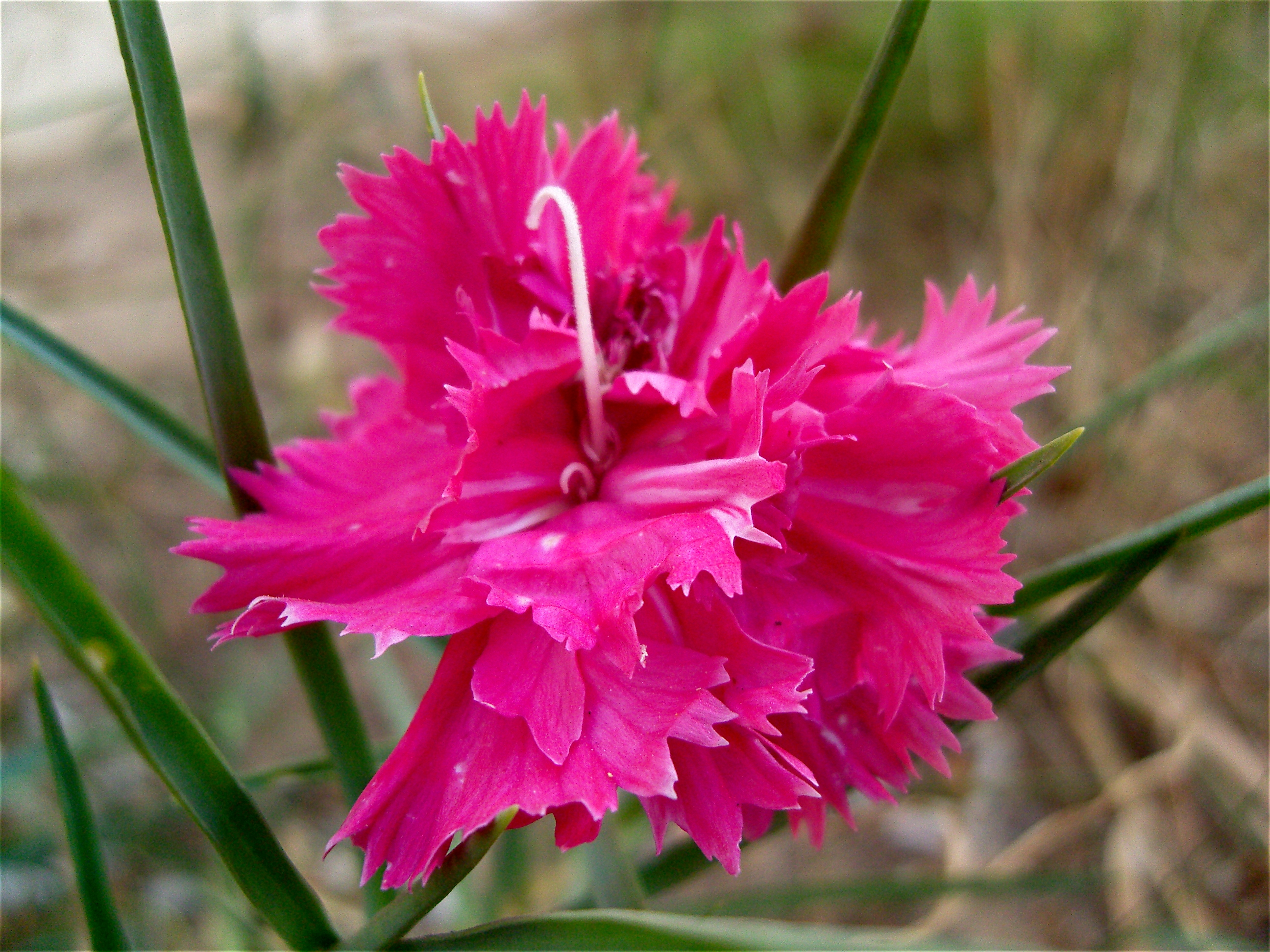
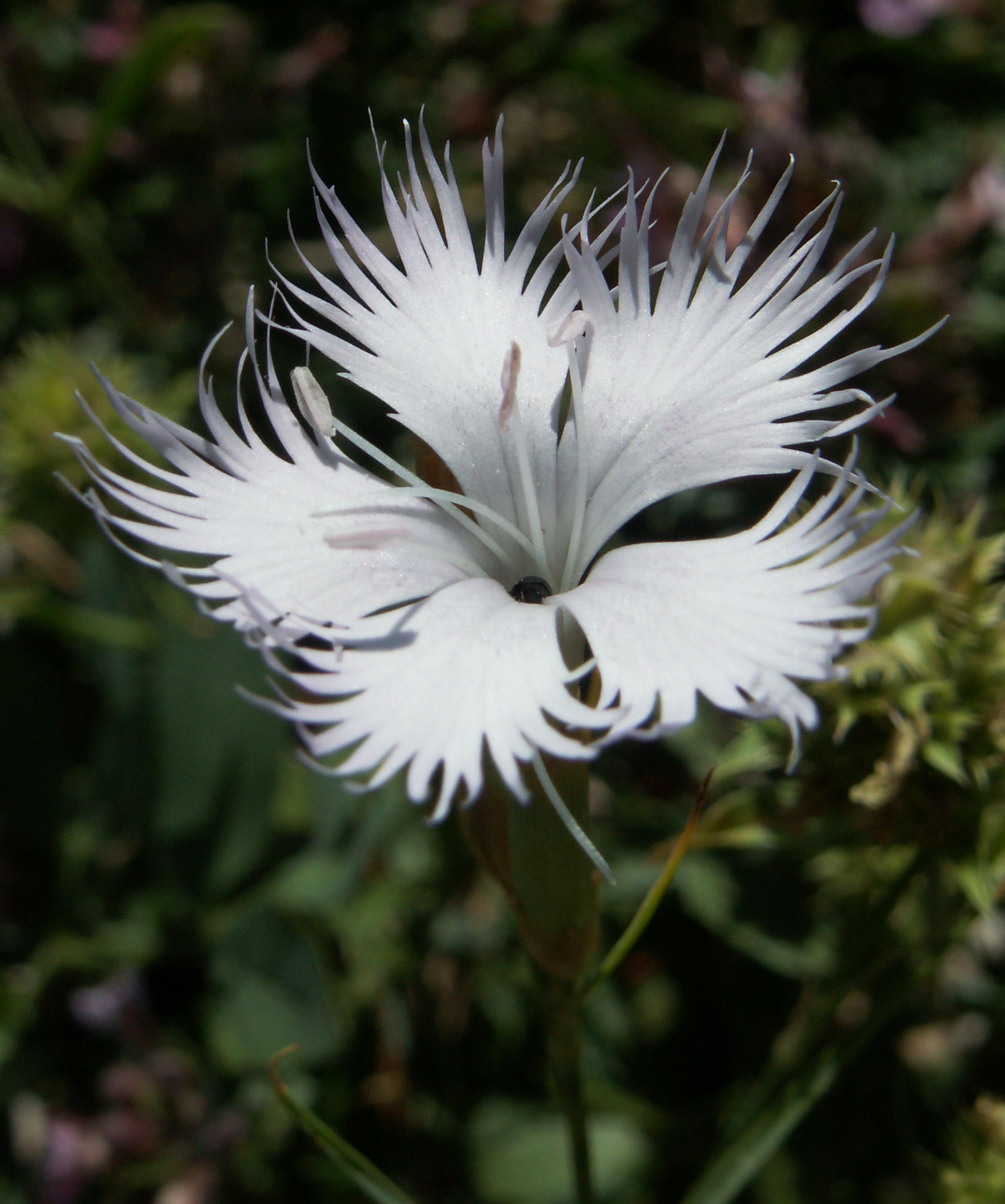
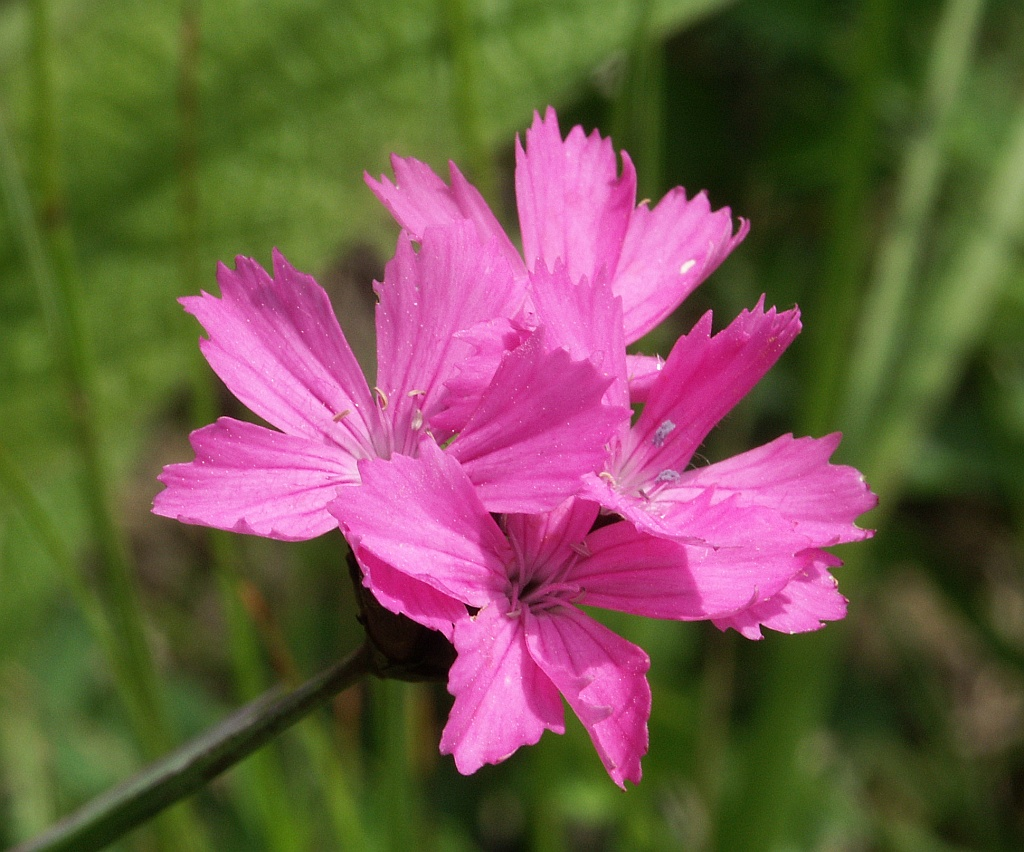
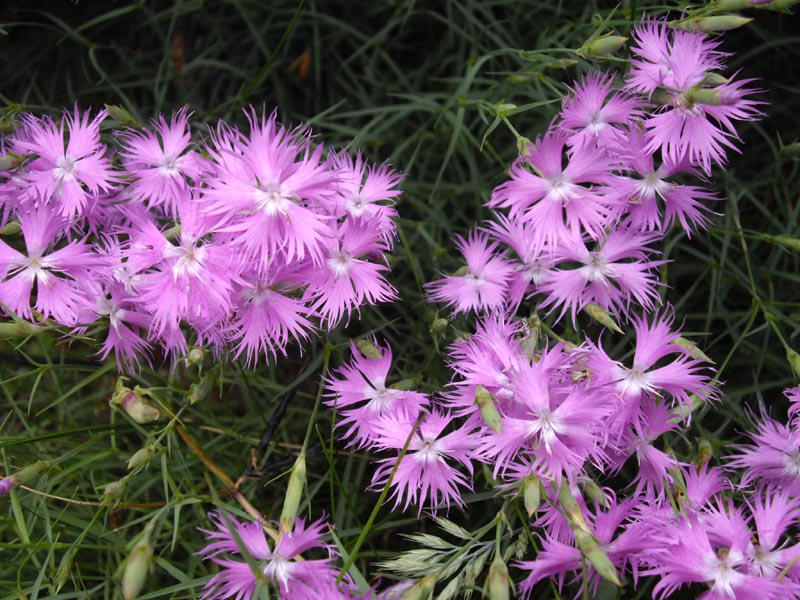
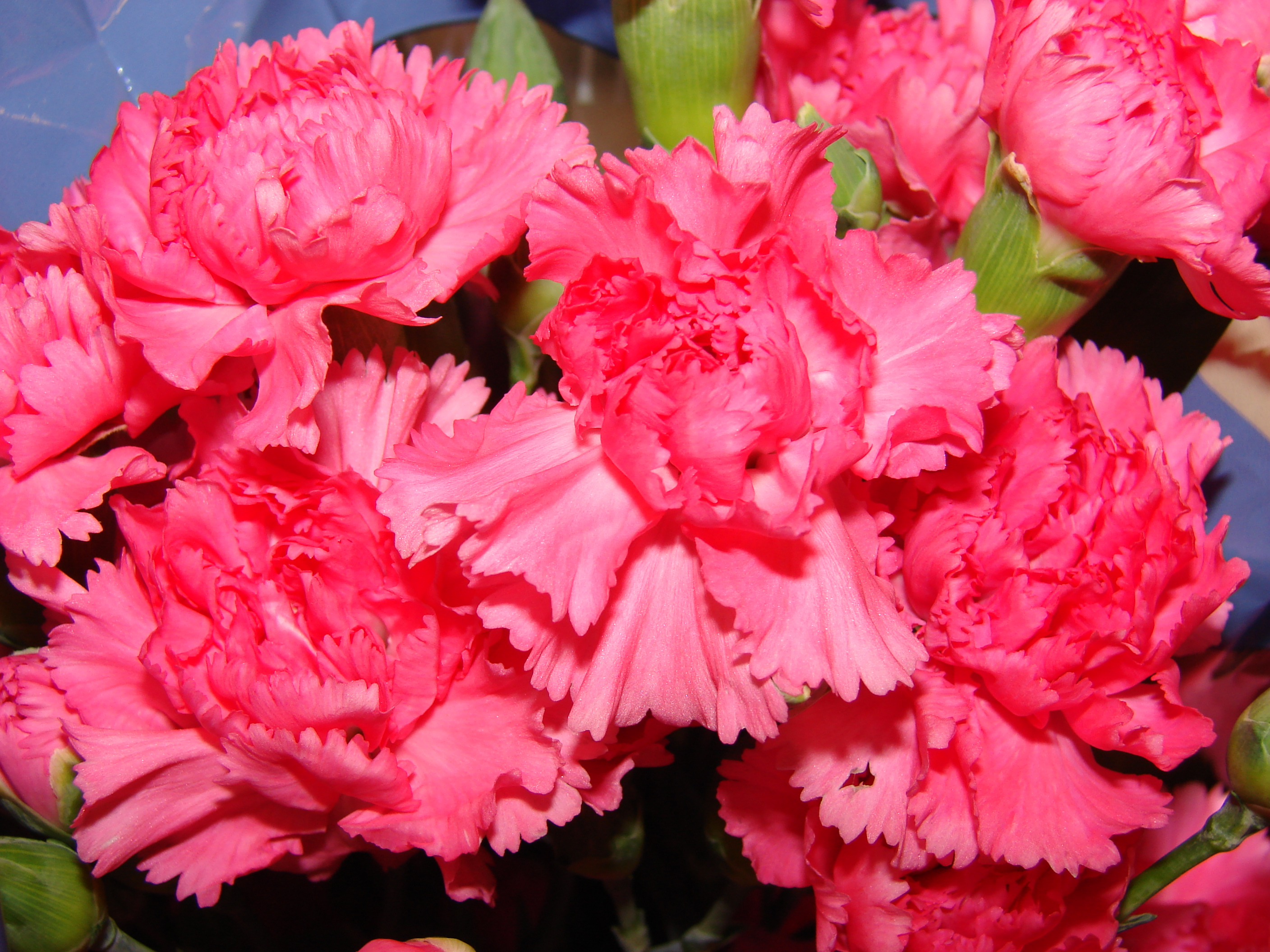
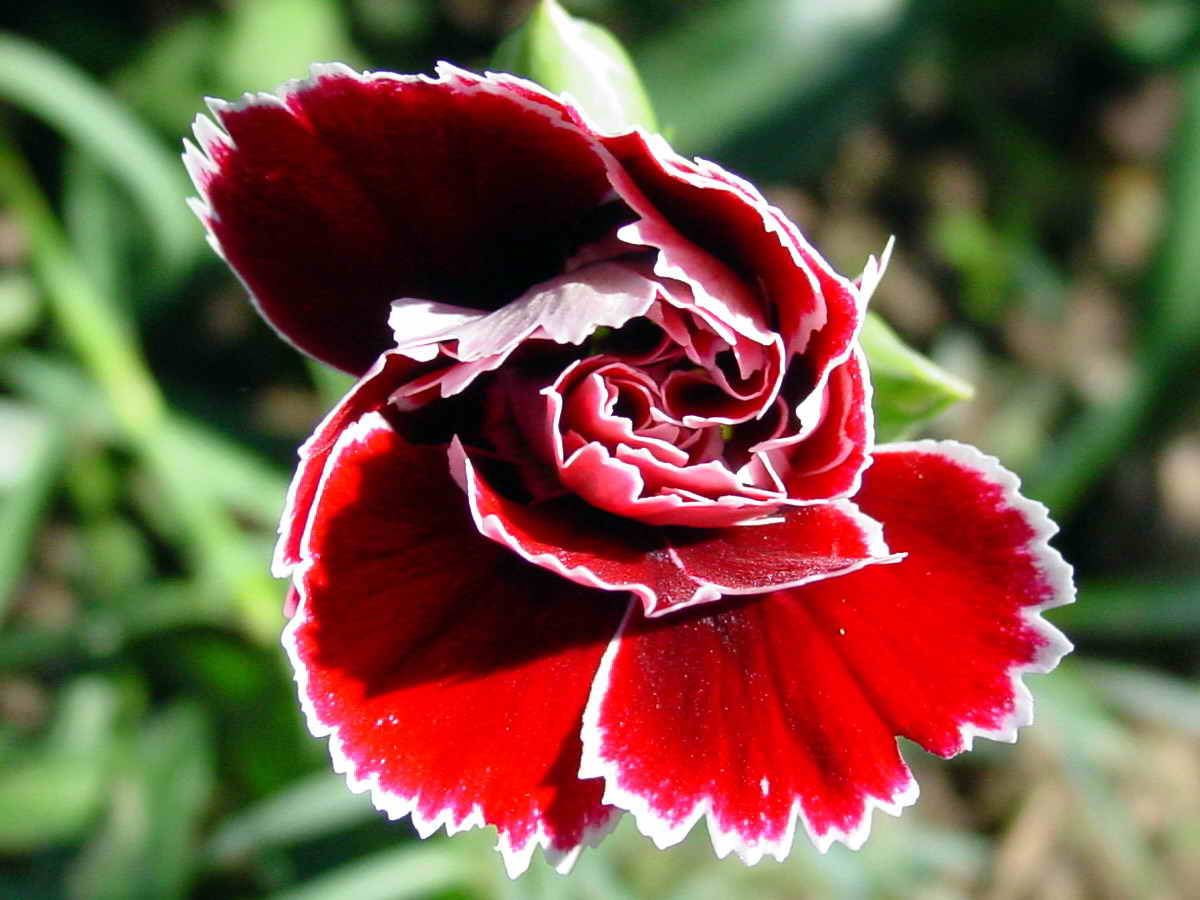
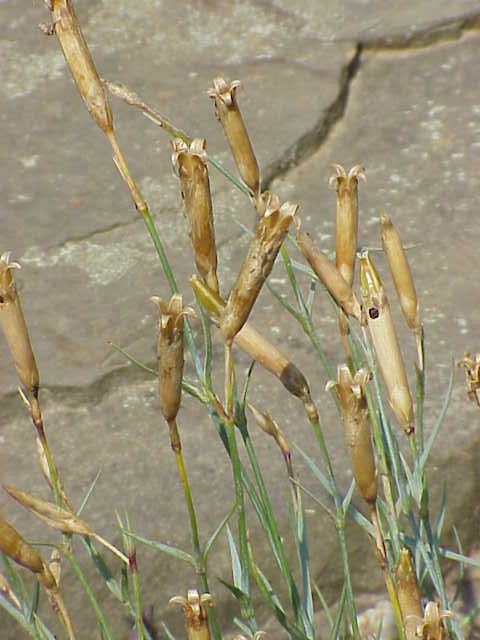

## سرده‌ها
| - چوبک (سرده) - Achyronychia – onyxflower, frost-mat - Agrostemma – corncockles - الوانی - Alsinidendron - Ankyropetalum - Arenaria – sandworts - Bolanthus - Bolbosaponaria - Brachystemma - Bufonia - Cardionema - دانه مرغ (سرده) – mouse-ear chickweeds - Cerdia - Colobanthus – pearlworts - Cometes - Corrigiola – strapworts - Cucubalus - Cyathophylla - گل میخک | - Diaphanoptera - Dicheranthus - Drymaria - Drypis - Eremogone - Geocarpon - Gymnocarpos - گچ‌دوست - Habrosia - Haya - Heliosperma - علف فتق (سرده) – ruptureworts - Holosteum – jagged chickweeds - Honckenya - Illecebrum - Kabulia - Krauseola - Kuhitangia - Lepyrodiclis - Lochia | - Loeflingia - لیخنس – campions, catchflies - Melandrium - Mesostemma - Microphyes - مرواریدی - Moehringia – sandworts - Moenchia – upright chickweeds - Myosoton - Ochotonophila - Ortegia - Paronychia – chickweeds - Pentastemonodiscus - Petrocoptis - Petrorhagia (previously known as Tunica) - Philippiella - Phrynella - Pinosia - Pirinia - Pleioneura | - Plettkia - Pollichia - پردانه‌ای (سرده) - پردانه (سرده) - Polytepalum - Pseudostellaria - Pteranthus - Pycnophyllopsis - Pycnophyllum - Reicheella - صدفی‌سا - Sanctambrosia - صابونی (سرده) – soapworts - Schiedea - Scleranthopsis - کله‌سردوا (سرده) – knawels - Sclerocephalus - Scopulophila - Selleola - قلیانک | - افتانی (سرده) – spurreys - زمین‌گستر - Sphaerocoma - گندمک (سرده) – chickweeds, "stitchworts - Stipulicida - Thurya - Thylacospermum - Uebelinia - جغجغک - Velezia - Wilhelmsia - Xerotia |